# Bakke kommun
Bakke kommun (norska: Bakke kommune) var en kommun i Vest-Agder fylke i södra Norge. Tätorten Sira utgjorde kommunens centralort.

## Administrativ historik
När Formannskapslovene från 1837 trädde i kraft den 1 januari 1838 upprättades inom Bakke pastorat tre olika kommuner, Vestre Bakke, Østre Bakke och Gyland. En anledning till det var att pastoratet var delat mellan Stavanger amt respektive Lister og Mandals amt och en kommun kunde inte vara delad mellan olika amt. Detta ändrades dock redan i augusti samma år när amtsgränsen justerades och de båda kommunerna Vestre Bakke och Østre Bakke kunde förenas till Bakke kommun. I november 1839 gick även Gylands kommun upp i Bakke kommun. Kommunen omfattade då den norra delen av nuvarande Flekkefjords kommun samt hela nuvarande Sirdals kommun.
1849 bröts Sirdals kommun (Siredalens kommun) ut ur kommunen som då minskade från 4 401 invånare före delningen till 2 597 invånare efter.
Den 31 december 1893 bröts Gylands kommun ut ur kommunen som då minskade från 2 453 invånare före delningen till 1 368 invånare efter. Den återstående delen omfattade ett område i den norra delen av nuvarande Flekkefjords kommun samt den södra delen av nuvarande Sirdals kommun.
Den 1 januari 1960 överfördes ett bebott område (Øksendal med 226 invånare) från Bakke kommun till den då återbildade Sirdals kommun.
Den 1 januari 1965 gick den återstående delen av Bakke kommun, tillsammans med kommunerna Hidra, Gyland och Nes, upp i Flekkefjords kommun. Kommunens hade då 925 invånare.